# 민주평화당
민주평화당(民主平和黨)은 대한민국의 정당이자 국민의당과 바른정당의 합당에 반대한 당시 국민의당 소속의 일부 국회의원들과 지역위원장들이 국민의당을 탈당해 2018년 2월에 창당한 정당이다. 또한 민주평화당은 2020년 2월 24일에 바른미래당, 대안신당과 통합하여 민생당이 되었다.

## 역사
- 2018년 1월 3일: 국민의당 지키기 운동본부 출범.
- 2018년 1월 14일: 개혁신당 창당추진위원회 출범.
- 2018년 1월 24일: 민주평화당으로 명칭 확정.
- 2018년 1월 28일: 민주평화당 창당준비위원회 출범.
- 2018년 2월 6일: 민주평화당 창당.
- 2018년 3월 29일: 정의당과 평화와 정의의 의원 모임 결성
- 2018년 7월 23일: 정의당 노회찬 의원의 사망으로 평화와 정의의 의원 모임 해체
- 2018년 8월 1일: 당대표 선거 시작. 선거에는 최경환, 유성엽, 정동영, 민영삼, 이윤석, 허영 6명의 후보 출마[7]
- 2018년 8월 5일: 정동영 대표 선출, 유성엽, 최경환, 허영, 민영삼 최고위원 선출[8]
- 2019년 8월 16일: 유성엽 등 9명이 민주평화당을 탈당하고 변화와 희망의 대안정치연대(나중에 대안신당으로 이름을 바꿈)로 이동, 바른미래당 소속 장정숙 의원 1명 별도), 김경진 탈당후 무소속 신분 전환, 민주평화당 현역 의원 김광수, 정동영, 조배숙, 황주홍,천정배의원 등 5명

## 지도부

### 역대 대표
| 대수 | 역대 대표 | 임기                             |
| ---- | --------- | -------------------------------- |
| 1    | 조배숙    | 2018년 2월 6일 ~ 2018년 8월 5일  |
| 2    | 정동영    | 2018년 8월 5일 ~ 2020년 2월 24일 |

### 역대 원내대표
| 대수 | 역대 원내대표 | 임기                              |
| ---- | ------------- | --------------------------------- |
| 1    | 장병완        | 2018년 2월 6일 ~ 2019년 5월 12일  |
| 2    | 유성엽        | 2019년 5월 13일 ~ 2019년 8월 12일 |
| 3    | 조배숙        | 2019년 8월 19일 ~ 2020년 2월 24일 |

### 창당준비위원회
2018.01.28 ~ 2018.02.06
- 창당준비위원장 : 조배숙
- 창당기획단장 : 김경진
- 대변인 : 최경환, 장정숙
  - 부대변인 : 조성은, 김현식, 손동호
- 조직분과위원장 : 김종회
- 홍보위원장 : 박주현
- 정강정책위원장: 윤영일
- 당헌당규위원장: 이용주
- 인재영입위원장: 장병완, 유성엽

### 초대 지도부
2018.02.06 ~ 2018.08.05
- 당대표 : 조배숙
- 최고위원
  - 선출직 : 조배숙, 장병완, 윤영일, 김경진, 배준현 → 윤영일, 김경진, 배준현, 정호준
  - 지명직 : 민영삼
- 원내대표 : 장병완
  - 원내수석부대표 겸 원내대변인 : 이용주
    - 원내부대표단 : 최경환(공보), 정인화(기획당무), 이용주(법률), 윤영일(정책), 공석 (여성)
- 정책위원회 의장 : 황주홍
  - 정책위원회 수석부의장 : 김광수
- 사무총장 : 정인화
- 대변인 : 최경환, 장정숙
- 제7회 지방선거 공동선거대책위원장 : 김경진(상임)
- 전당대회 준비위원장: 정인화 (2018년 6월 20일 ~ 2018년 8월 5일)
- 전당대회준비위원: 황주홍, 장정숙, 이관승, 홍훈희, 황인철, 김기옥, 조군수, 문정선, 홍승태*, 양영두

### 2기 지도부
2018.08.05 ~ 2020.02.24
- 당대표 : 정동영
  - 최고위원
    - 선출직 : 유성엽, 최경환, 허영, 민영삼 → 허영, 민영삼
    - 당연직 : 양미강, 서진희
    - 지명직 : 박주현, 김명삼, 김종배
- 원내대표 : 장병완 → 유성엽 → 조배숙
  - 원내대변인 : 최경환
    - 원내부대표단 : 정인화(기획당무), 이용주(법률), 윤영일(정책), 공석 (여성) → 박지원 (제1 정조위), 박주현 (제2 정조위), 김종회 (제3 정조위), 장정숙 (제4 정조위) → (공보), (당무), (정책), (법률)
- 정책위원회 의장 : 황주홍 → 윤영일
  - 정책위원회 수석부의장 : 김광수 → 장정숙
- 사무총장 : 정인화 → 황주홍 → 김광수 → 이관승
- 대변인 : 박주현, 김정현, 홍성문, 민영삼(홍보) → 박주현(수석), 김명삼, 김종배
  - 부대변인 : 최재희, 김형구(수석)

## 역대 전당대회

### 민주평화당 창당대회
2018년 2월 6일, 민주평화당 창당대회는 민주평화당을 공식 당명으로 채택하고, 당헌당규와 강령, 기본정책을 제정한 뒤 조배숙 의원을 당 대표로 추대했다.

### 민주평화당 제1차 정기 전국당원대표자대회
2018년 7월 3일, 평화당 전당대회준비위원회는 집단지도체제 지도부 선출에 대해 1인 1표제로 전당대회 시행세칙을 확정했으나, 7월 4일 최고위원회는 1인 2표제로 전준위의 결정을 뒤엎었다. 이후에도 지도부 선출 방식을 두고 정동영 의원과 박지원 의원 측 간의 갈등이 벌어졌다. 7월 10일, 전준위는 1인2표제로 전당원투표 90%와 국민 여론조사 10%를 합산해 1위가 당대표, 2~5위가 최고위원으로 선출되는 순수 집단지도체제를 채택했다.
7월 17일, 지도부 경선 후보등록을 마친 결과, 정동영 전 열린우리당 의장, 유성엽, 최경환 의원, 이윤석 전 의원, 민영삼 전 전라남도지사 후보, 허영 인천시당위원장 등 6명이 후보로 등록했다.
| 순위 | 기호 | 이름   | K보팅 전당원투표 | ARS 전당원투표 | 국민여론조사 (10%) | 총 득표 | 비고     |
| ---- | ---- | ------ | ---------------- | -------------- | ------------------ | ------- | -------- |
| 1    | 3    | 정동영 | 70.04            | 71.69          | 49.68              | 69.57   | 당대표   |
| 2    | 2    | 유성엽 | 42.41            | 41.14          | 37.11              | 41.45   | 최고위원 |
| 3    | 1    | 최경환 | 25.85            | 36.85          | 29.32              | 29.97   | 최고위원 |
| 4    | 6    | 허영   | 24.34            | 17.55          | 14.44              | 21.02   | 최고위원 |
| 5    | 4    | 민영삼 | 17.84            | 16.30          | 44.32              | 19.96   | 최고위원 |
| 6    | 5    | 이윤석 | 19.54            | 16.46          | 25.13              | 19.04   |          |
| 합계 | 합계 | 합계   |                  |                |                    |         | -        |

2018년 8월 5일, 평화당 전당대회는 정동영 전 열린우리당 의장을 대표로, 박지원계의 유성엽, 최경환 의원, 정동영계의 민영삼 전 전남지사 후보, 허영 인천시당위원장을 최고위원으로 선출했다.

## 주요 선거 결과

### 지방선거
|  | 0% |

|  | 2.21% |

|  | 0.36% |

|  | 1.67% |

### 재보궐선거
| 실시년도 | 선거        | 국회의원  | 국회의원 | 광역단체장 | 광역단체장 | 기초단체장 | 기초단체장 | 광역의원  | 광역의원 | 기초의원  | 기초의원 |
| 실시년도 | 선거        | 당선자 수 | 당선비율 | 당선자 수  | 당선비율   | 당선자 수  | 당선비율   | 당선자 수 | 당선비율 | 당선자 수 | 당선비율 |
| -------- | ----------- | --------- | -------- | ---------- | ---------- | ---------- | ---------- | --------- | -------- | --------- | -------- |
| 2018년   | 6·13 재보선 | 0/12      | 0%       |            |            |            |            |           |          |           |          |
| 2019년   | 4·3 재보선  | 0/2       | 0%       |            |            |            |            |           |          | 1/3       | 33.3%    |

## 같이 보기
- 더불어민주당
- 바른미래당
- 국민의당 (2016년)
- 민생당